# Lingua (Spiel)
Lingua ist ein Brettspiel für zwei bis vier Spieler, das ursprünglich 1969 von Ravensburger veröffentlicht wurde. Autor des Buchstabenspiels ist Simon Braude. Ziel ist es, abwechselnd und in Kreuzworträtselmanier Buchstaben-Spielsteine auf einem Brett abzulegen. Im Gegensatz zum ähnlichen Scrabble-Spielprinzip haben die Buchstaben unterschiedliche Farben, die über den Punktewert entscheiden. Der geschickte Einsatz der Farben bestimmt darüber, wer am Ende die meisten Punkte erzielt. Der erste Spielstein muss oben links auf dem Startfeld gelegt werden. Die Partie endet, sobald ein Spieler mindestens eines der vier in der rechten unteren Ecke platzierten Zielfelder belegt. 
Die Verteilung der Buchstaben orientiert sich laut Angaben des Verlags an ihrer Häufigkeit in der deutschen Sprache. 

## Zubehör
Zum Inhalt des Spieles zählen
- ein Spielplan
- 132 Buchstaben-Spielplättchen in vier Farben
- 4 Buchstaben-Bänkchen
- 1 Wertungsblock
- 1 Beutel
- die Spielregel.

## Regeln
Lingua und Scrabble weisen, was die Spielregeln anbelangt, viele Gemeinsamkeiten auf. Jeder Teilnehmer zieht zunächst 12 Buchstaben, das Los entscheidet, wer beginnt. Abwechselnd legen die Spieler Wörter auf das Spielfeld, die an bereits gelegte Wörter anschließen. Nach jedem Zug wird die Anzahl an Buchstaben aus dem Beutel gezogen, die zuvor verwendet wurde. Eine Lingua-Partie kann jedoch enden, bevor alle im Beutel befindlichen Buchstaben-Spielplättchen gespielt wurden. Sobald ein Spieler mit einem neuen Wort eines der Zielfelder erreicht, ist die Partie zu Ende. Gewinner ist, wer die meisten Punkte erzielt hat.
Gelegt werden darf horizontal und vertikal. Kombinationen mehrerer Wörter durch das Über- bzw. Nebeneinanderlegen von Buchstabenreihen sind wie bei Scrabble erlaubt (z. B. AXT über das bereits gelegte LEBEN, wobei das a in Axt zusammen mit n in Leben zusätzlich AN formt). Verboten sind jedoch Eigennamen, Akronyme und Kurzformen (Alu statt Aluminium). 

## Punktesystem
Vor allem das Punktesystem unterscheidet sich vom Scrabble-Prinzip. Über den Wert eines Buchstabens entscheidet zunächst die Farbe. 
| Farbe  | Punkte |
| ------ | ------ |
| Gelb   | 1      |
| Rot    | 2      |
| Türkis | 3      |
| Lila   | 4      |

Diese bilden den Grundwert des gelegten Wortes. Legt man zuerst das Wort GELD, wobei jeder Buchstabe eine andere Farbe besitzt, werden dem Spieler 10 Punkte gutgeschrieben (1+2+3+4).
Daneben gibt es Farbworte und Asse. Farbworte sind Worte, die mit nur einer Farbe gelegt werden. Für GELD in lila bekommt der Spieler neben den 16 Grundpunkten zusätzlich 25 Zähler für jeden Buchstaben: 25 * 4 + 16 = 116. Auch Kurzwörter wie es können so abhängig von der gelegten Farbe eine hohe Punktzahl einbringen.
Zugleich befinden sich auf dem Spielbrett diagonale Farbreihen, die den Farben der Buchstaben-Spielplättchen entsprechen. Wird beispielsweise ein gelber Buchstabe auf ein gelbes Feld gelegt, bekommt der Spieler zusätzlich ein Ass gutgeschrieben. Für die Asse 1 bis 9 gibt es 10 zusätzliche Punkte pro gelegten Buchstaben, von 10 bis 14 20, von 15 bis 19 30 und ab dem zwanzigsten Ass 40. Um Rechnungen während der Partie zu reduzieren, können Asse auf dem Wertungsblock angekreuzt werden. Die Gesamtpunktzahl wird dort angegeben und am Ende des Spiels zu den sonstigen Punkten addiert. Für 9 Asse gibt es dementsprechend 90 Punkte, für 17 280 (9 *10 + 5 * 20 + 3 * 30) und für 28 bereits 700 (9*10 + 5 * 20 + 5 * 30 + 9 * 40). 
Die Zahl der Asse entscheidet außerdem über den Grundwert des gelegten Wortes. Ab dem zehnten Ass erfolgt eine Verdopplung, ab dem 15. eine Verdreifachung und ab dem 20. eine Vervierfachung. Legt man das Wort GELD als lila Farbwort bei 24 Assen auf dem Konto, so entspräche dies 164 Punkten: (4 * 4 * 4) + (4 * 25).
Zuletzt gibt es eine Zielprämie für das Erreichen von ein oder zwei Zielfeldern (Gelb 25, Rot 50, Türkis 75, Lila 100). Handelt es sich beim Endbuchstaben um ein Ass, wird die Zielprämie anhand des beschriebenen Ass-Schlüssels entweder verdoppelt, verdreifacht oder vervierfacht.
Durch die Größe des Spielbrettes, gespielt wird auf 289 (17*17) Feldern, ergibt sich aus der zunächst komplexen Punkteregelung eine gewisse taktische Tiefe. Es gilt, zwischen dem Sammeln von Punkten und Assen abzuwägen. Der Zwischenstand entscheidet darüber, ob ein Spieler ein frühes Ende des Spiels forciert oder im Falle eines Rückstands das Ende hinauszögert. 

## Trivia
Obwohl das Legen von Eigennamen nicht erlaubt ist, befinden sich solche auf dem exemplarischen Schaubild, das auf dem Spieldeckel zu sehen ist: LINGUA und IRIS. An das i von Lingua schließt sich das homonyme Iris an, welches zwar die Regenbogenhaut im Auge umschreibt, gleichzeitig jedoch als weiblicher Vorname bekannt ist und für eine Göttin der griechischen Mythologie steht. 